# Київське вище військове інженерне училище зв'язку
Київське вище військове інженерне двічі Червонопрапорне училище зв'язку ім М. І. Калініна (КВВІУЗ) — військовий навчальний заклад СРСР, що готував офіцерів військ зв'язку. Існувало у 1919—1992 роках, після розпаду СРСР на його базі було створено Військовий інститут телекомунікацій та інформатизації України.

## Історія
Днем започаткування ВВНЗ вважається 1 березня 1919 року, коли за наказом Головного штабу Республіки № 220 у Москві було затверджено штат командного складу інженерних курсів. Але є точка зору, що училище виникло на базі Першого Київського Констянтинівського військового училища та зберігає традиції ще дореволюційних "військових шкіл кантоністів", першим з яких була Варшавська школа кантоністів. В цьому контексті - можна стверджувати, що Перше Констянтиніське училище з складом юнкерів, офіцерів складу командирів та викладачів, набір яких відбувався вже за межами Києва (на Півдні, в Криму) та московські інженерні курси, як структури, існували одночасно під час громадянської війни, а поновлення училища в Києві відбулося лише згодом.   
1 грудня 1919 р. Проведений перший випуск.
1 травня 1920 року курси прибули до Харкова, а потім 20 серпня 1920 р. були передислоковані до Києва й розмістились на території колишнього юнкерського Костянтинівського училища.
23 квітня 1923 р. В. І. Ленін обраний почесним курсантом-інженером
1 листопада 1924 року курси перейменовано на Київську школу зв'язку,
20 грудня 1926 р. Присвоєння школі імені М. І. Калініна
5 лютого 1931 р. Перейменування школи в Київську ударну школу зв'язку
травень 1936 р. Перший випуск лейтенантів
6 березня 1937 року — Перейменування школи на Київське військове училище зв'язку імені М. І. Калініна.
червень—липень 1941 р. Участь в обороні Києва
серпень 1941 р. Евакуація в Красноярськ
28 лютого 1944 року на честь 25-ї річниці з дня започаткування й за видатні успіхи у справі підготовки офіцерських кадрів для частин зв'язку та бойові заслуги перед Вітчизною училище нагороджено Орденом Червоного Прапора.
з березня 1944 р. Реевакуація училища в Київ.
23 червня 1962 р. Проведений 100-й випуск офіцерів
4 грудня 1965 училище перейменовано на Київське вище військове інженерне училище зв'язку імені М. І. Калініна (КВВІУЗ) та переведено на 5-ти річний строк навчання.
22 лютого 1968 року за значні заслуги у підготовці кадрів Збройних Сил училище нагороджено другим Орденом Червоного Прапора.
28 лютого 1969 р. Нагородження Почесною грамотою Президії Верховної Ради УРСР
березень 1969 р. і березень 1979 р. Нагородження Почесними Червоними Прапорами ЦК ЛКСМУ
13 грудня 1972 р. Нагородження Ювілейним почесним знаком на честь 50-річчя утворення СРСР

#### Після відновлення незалежності
19 серпня 1992 року, відповідно до постанови Кабінету Міністрів України, було створено Київський військовий інститут управління і зв'язку на базі КВВІУЗ і Київського вищого інженерного радіотехнічного училища ППО імені Покришкіна (КВІРТУ ППО).

## Структура
Навчання здійснювалося на 3-х факультетах (з 1979 по 1992 рр)
- 1-й факультет безпроводових засобів зв'язку
- 2-й факультет проводових засобів зв'язку і засекречувальної апаратури зв'язку (ЗАЗ)
- 3-й факультет АСУ військами та системами зв'язку[2]

Окремо в с.Бортничі розташований батальйон зв'язку забезпечення навчального процесу і літній табір з навчальним вузлом зв'язку Карамболіна.
На 1981–1986 рр навчання проводилося на 18 кафедрах
1 — кафедра загальновійськових дисциплін (загальна тактика, ЗЗМВ, військова топографія)
2 — кафедра ТСП — тактико-спеціальної підготовки і практичного застосування засобів зв'язку
3 — кафедра марксистсько-ленінської підготовки (історія КПРС, марксистсько-ленінська філософія, парт-політробота, науковий комунізм)
4 — кафедра електронних елементів
5 — кафедра засобів радіозв'язку (радіостанції від середньої потужності і вище, разом з 7-ю основні кафедри 1го факультету)
6 — кафедра лінійних і нелінійних радіотехнічних пристроїв
7 — кафедра радіорелейного, тропосферного і космічного зв'язку (теж основна кафедра 1го факультету)
8 — кафедра засобів проводового зв'язку (основна кафедра 2го факультету)
9 — кафедра телефонії та телеграфії (основна 2го і 3го факультетів)
10 — кафедра ЗАЗ
11 — кафедра автомобільна та засобів електроживлення
12 — кафедра технічної експлуатації та ремонту засобів зв'язку та автоматизації (міжремонтні терміни, категорування, основи ремонтних заходів, практика на підприємствах)
13 — кафедра фізики
14 — кафедра математики
15 — кафедра іноземних мов (англійська, німецька)
16 — кафедра антенно-фідерних пристроїв
17 — кафедра фізичної підготовки
18 — кафедра АСУ (основна 3го факультету)

### План містечка

План військового містечка КВВІУЗ на 1986 рік, ескіз

Топографічна основа сучасна, назви / призначення об'єктів на 1986 рік
1 — Стоянка авто перед центральним входом
2 — КПП, кімната відвідувачів, класи інженерної графіки, поштове відділення
3 — «старий» навчально-житловий корпус; кафедри № 1, 5 (див.п.9), 10, 11, 12, 13, 14, 15, 16, 18; черговий по училищу, вузол зв'язку, бібліотека, музей; 1й пост внутрішньої варти біля Прапору училища
4 — «новий» навчальний корпус; кафедри 2, 4, 6, 7, 8, 9, в підвалі навчальний ВЗ кафедри № 2 ТСП
5 — Робочі кабінети начальника училища, НачПолітВідділу, політвідділ
6 — 17 кафедра, спортзал, пістолетний тир
7 — КТП
8 — склад ПММ, 3й пост внутрішньої варти
9 — відгалуження «старого навчального корпусу», 5 кафедра; навпроти корпусу — автопарк училища (31)
10 — ангар 11 кафедри, класи практичного ремонту автотехніки; поряд стояв МТЛБ комплексу Маневр МП-22 від 18-ї кафедри
11 — речовий склад та склад РАО, 2й пост внутрішньої варти
12 — газова котельня
13 — їдальня 2-5 курсів
14 — на місці цього 9-поверхового гуртожитку було спортивне містечко
15 — 5-поверховий гуртожиток
16 — за радянських часів пам'ятник В.І.Леніну
17 — чайна, музей
18 — лазня, клуб, обчислювальний центр
19 — їдальня 1-х курсів
20 — житловий будинок (поза територією училища)
21 — гуртожиток жінок-одиначок, працівниць училища
22 — штаб
23 — вартове приміщення
24 — вартове містечко
25 — смуга перешкод
26 — овочесховище-лідник
27 — військторг, взуттєва майстерня, майстерня підгонки одягу
28 — траса кросу імені Стрільця, 1км
29 — силове містечко
30 — центральна алея, плац, де проходили всі шикування особового складу, розводи на заняття, наряду і варти, шикування перед звільненням, заняття зі стройової і фізичної (біг на 100м) підготовки, тощо; в 1970-ті роки прямо по центру цієї алеї ходив міський трамвай
31 — автопарк
Примітки до плану
- Позиції позначені фіолетовим кольором
- Вулиця Генерала Алмазова звалася М. І. Кутузова, але училище мало адресу вул. Московська, 45/1, з тих часів, коли Московська (сучасна вул. Князів Острозьких) йшла до бульв. Лесі Українки

## Командування

Підпис в дипломі

Починаючи з 1937 року, з моменту створення КВВІУЗ, військове училище очолювали
- генерал-майор Афанасьєв (1938—1941),
- полковник Полянський (1942—1945),
- генерал-лейтенант Мірошников (1945—1946),
- генерал-лейтенант Буров (1947—1953),
- генерал-майор Макаров (1953—1957),
- генерал-майор Омельчук (1957—1959),
- генерал-лейтенант Бортник (1959—1962),
- генерал-майор Тюльга (1962—1973),
- генерал-лейтенант Пилипенко Михайло Корнійович (1973—1988),

Записка про звільнення курсанта з розташування курсу

- генерал-майор Федоров (1989—1992)